# Magiciens de la Terre

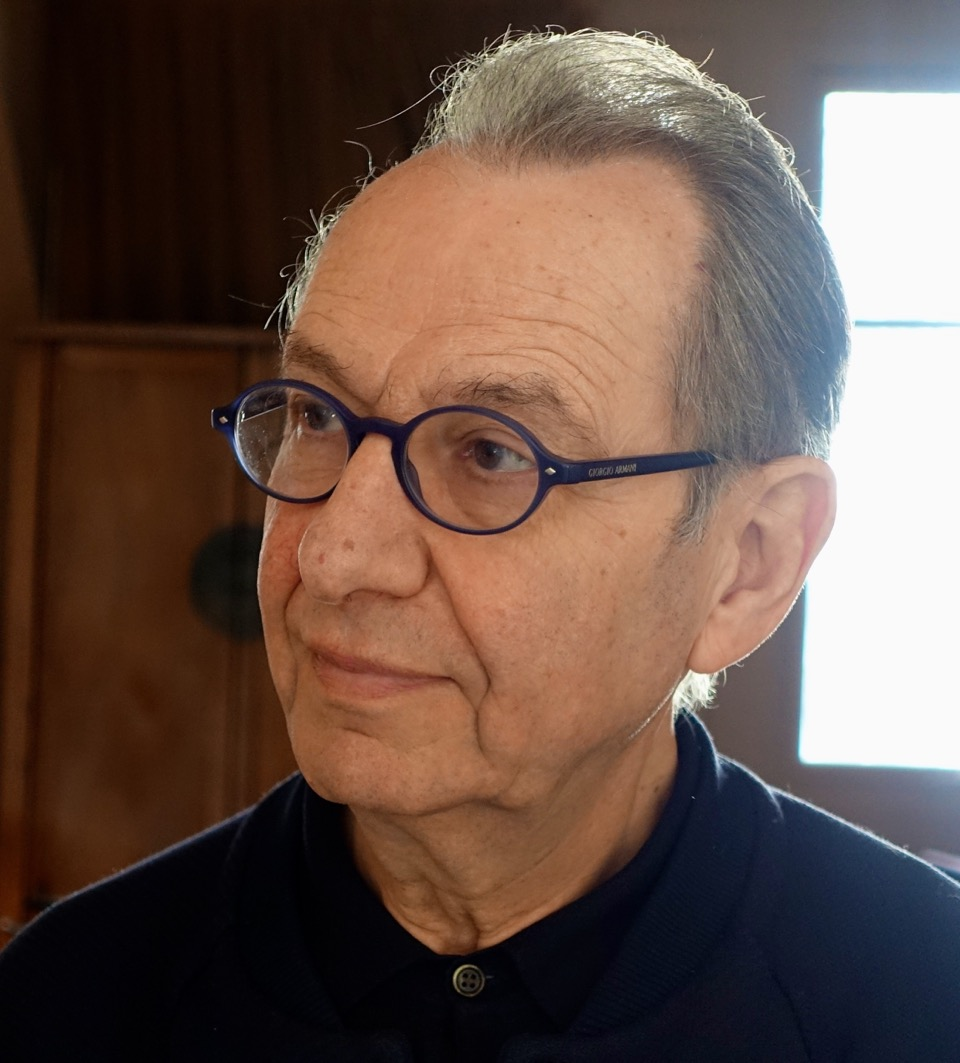
Jean-Hubert Martin, kurator för Magiciens de la Terre

Magiciens de la Terre var en utställning av samtida konst i Paris 1989.
Utställningen hölls i Grande Halle de la Vilette och Centre Pompidou med Jean-Hubert Martin (född 1944) som kurator och Canal+ Plus som sponsor. Den ville visa konst från konstnärer utanför Europa och Nordamerika parallellt med konst från västerländska konstnärer. Ett verk av en västerländsk konstnär presenterades tillsammans med ett verk av en icke-västerländsk konstnär. Varje verk presenterades enbart med namnen på konstnären och dennes hemland. Sammanlagt fanns verk av konstnärer från 90 länder.
Utställningen blev ett misslyckande vad gäller antalet åskådare. Färre än 300.000 personer besökte utställningen mellan maj och augusti 1989. Däremot blev det en utställning som gav stora avtryck i konstvärlden, genom introduktion av icke-västerländska konstnärer.

## Deltagare i urval
- Marina Abramović, Serbien
- Giovanni Anselmo, Italien
- Rasheed Araeen, Pakistan
- John Baldessari, USA
- Alighiero Boetti, Italien
- Christian Boltanski, Frankrike
- Louise Bourgeois, Frankrike
- Daniel Buren, Frankrike
- Francesco Clemente, Italien
- Tony Cragg, Storbritannien
- Enzo Cucchi, Italien
- Hans Haacke, Tyskland
- Rebecca Horn, Tyskland
- Yong Ping Huang, Kina
- Alfredo Jaar, Chile
- Ilia Kabakov, Ukraina
- On Kawara, Japan
- Anselm Kiefer, Tyskland
- Bodys Isek Kingelez, Demokratiska republiken Kongo
- Per Kirkeby, Danmark
- Agbagli Kossi, Togo
- Barbara Kruger, USA
- Richard Long, Storbritannien
- Esther Mahlangu, Sydafrika
- John Mawurndjul, Australien
- Cildo Meireles, Brasilien
- Mario Merz, Italien
- Juan Muñoz,Spanien
- Claes Oldenburg, USA
- Nam June Paik, Sydkorea
- Sigmar Polke, Tyskland
- Nancy Spero,USA
- Daniel Spoerri, Rumänien
- Cyprien Tokoudagba, Benin
- Ulay, Tyskland
- Coosje Van Bruggen, Nederländerna
- Jeff Wall, Kanada
- Lawrence Weiner, USA
- Krzysztof Wodiczko, Polen